# 高运甲
高运甲（1936年11月—2020年12月7日），男，江苏泰州人，中华人民共和国书法家，中国文学艺术界联合会原党组副书记、副主席，第九、十届全国人大代表。